# Trophodeinus lobatus
Trophodeinus lobatus är en tvåvingeart som beskrevs av Borgmeier 1963. Trophodeinus lobatus ingår i släktet Trophodeinus och familjen puckelflugor. Inga underarter finns listade i Catalogue of Life.